# Orden za hrabrost
Orden za hrabrost bilo je odlikovanje SFRJ koje je osnovao Josip Broz Tito 15. kolovoza 1943. godine, zajedno s Medaljom za hrabrost. Orden za hrabrost dodjeljivalo se "pripadnicima oružanih snaga SFRJ koji su u borbi protiv neprijatelja učinili djela u kojima je došla do snažnog izražaja njihova osobna hrabrost ili kojji su se na bojnom polju osobito istakli osobnom hrabrošću." Za takva djela dodjeljivlo se odlikovanje i građanskim osobama. Radilo se o vojnom odlikovanju.